# Zom Gedalja
Mit dem jüdischen Fasttag Zom Gedalja (hebräisch צום גדליה) wird an die Ermordung Gedalja ben Achikams (Gedalja Sohn des Achikams) im Jahr 582 oder 581 v. Chr. erinnert.

## Entstehung
586 v. Chr. nach einem Krieg des babylonischen König Nebukadnezar II., der zum Untergang des Südreiches (Juda), und zur Zerstörung des salomonischen Tempels führte, wurden viele Juden nach Babylon ins Exil verschleppt.
Gedalja ben Achikam wurde von Nebukadnezar II. als Statthalter von Juda eingesetzt. Er residierte in Mizpa und ermutigte die Juden, sich den Babyloniern unterzuordnen und sich nicht vor ihnen zu fürchten.
Gedalja war ein Enkel Schafans, der ein Berater Königs Joschija (=Josia) war. In den Jahrzehnten vor der Zerstörung Jerusalems wurden in der judäischen Politik heftige Richtungskämpfe um die Frage ausgetragen, ob man gegenüber dem babylonischen Imperialismus zum bewaffneten Widerstand im Verbund mit Ägypten greifen oder vielmehr eine kooperative Haltung einnehmen sollte. Schafan und später auch Gedalja traten für ein Bündnis mit den Babyloniern ein.
Bereits nach zwei (andere Stellen nennen sieben) Monaten im Amt wurde er von Ismael ben Natanja, einem Nachkommen aus dem königlichen Geschlecht Davids, ermordet. Ismael ben Natanja kam mit einigen Gefolgsleuten zu Gedalja in Mizpa und wurden von ihm herzlich empfangen. Obwohl Gedalja über die mörderischen Absichten seiner Gäste unterrichtet worden war, glaubte er seinen Informanten nicht. Er wurde zusammen mit einigen Juden und Babyloniern, die Nebukadnezar bei ihm gelassen hatte, ermordet.
Nach dem Mord flohen viele der im Land gebliebenen Juden, darunter auch der Prophet Jeremia, aus Furcht vor der Rache der Babylonier nach Ägypten. Die Babylonier zerstörten die letzten Reste judäischer Autonomie, viele der verbliebenen Judäer wurden getötet oder ins Exil verschleppt.
Der Tag der Ermordung Gedaljas ist seither ein Fastentag.
Die Ereignisse werden im Alten Testament im 2. Buch der Könige Kapitel 25, 22–26 und im Propheten Jeremia Kapitel 41 beschrieben.

## Datum
Zom Gedalja wird im jüdischen Kalender grundsätzlich am 3. Tischri begangen. Fällt der 3. Tischri auf einen Sabbat wird der Fastentag um einen Tag auf den 4. verschoben, weil an einem Sabbat nicht gefastet werden soll. Er folgt dem Rosch ha-Schana, dem jüdischen Neujahrstag.
| Jüdisches Jahr | Gregorianisches Datum |
| -------------- | --------------------- |
| 5785           | 6. Oktober 2024       |
| 5786           | 25. September 2025    |
| 5787           | 14. September 2026    |
| 5788           | 4. Oktober 2027       |

Anmerkung: Jüdische Feiertage beginnen jeweils am Vorabend des angegebenen Tages.

## Neuere Bedeutung
In den vergangenen Jahren wurde am Zom Gedalja eine besondere Gedenkveranstaltung auf dem Rabin-Platz in Tel Aviv gefeiert. Damit soll eine Verbindung zwischen diesem ersten politischen Mord an einem führenden jüdischen Politiker und der Ermordung des israelischen Premierministers Jitzchak Rabin am 4. November 1995 hergestellt werden.